# Erylus incrustans
Erylus incrustans is een sponzensoort uit de familie Geodiidae in de klasse gewone sponzen (Demospongiae).
De wetenschappelijke naam van de soort werd in 1999 gepubliceerd door Lehnert & van Soest.